# La Teixonera
La Teixonera  (también conocido como La Taxonera) es un barrio del distrito de Horta-Guinardó de Barcelona, situado en la parte alta de la ciudad. Delimita con los barrios de El Carmelo, La Clota, El Valle de Hebrón y Sant Genís dels Agudells del distrito de Horta-Guinardó, así como con los de El Coll y Vallcarca y los Penitentes del distrito de Gracia.

## Historia
El nombre del barrio proviene de Joaquín Taxonera Cassà (Arenys de Mar, 1858 - Barcelona 1934), un fabricante de calzado, propietario de las tierras de la antigua finca de Can Grau, que parceló para su posterior urbanización, según un proyecto de 1902. El barrio se formó entre 1915 y 1930, siendo conocido como Colonia Taxonera.
A lo largo del siglo XX La Teixonera, como El Carmelo y otros barrios de la zona, fue centro de una intensa migración desde otras regiones de España, padeciendo una cierta carencia de servicios básicos que no fue subsanada hasta los años 80-90. 
El 5 de noviembre de 2011 apareció un gran socavón de unos 20 m² a causa de las continuas lluvias en Barcelona, que obligó a los bomberos a desalojar un edificio situado en el número 4 de la plaza de Esopo.

## Transportes
El barrio dispone de una estación de Metro de la línea 5: la de El Coll / La Teixonera, con salidas en el paseo de Nuestra Señora del Coll, la calle Beato Almató y la calle Arenys. Además, dispone de varias líneas de autobús: H2, 19, 86, 112, 119 y 185, así como el nocturno N4.